# Żumeken Näżymedenow
Żumeken Sabyruły Näżymedenow (kaz. Жұмекен Сабырұлы Нәжімеденов, ros. Жумекен Сабырович Нажимеденов, Żumiekien Sabyrowicz Nażymiedienow; ur. 28 listopada 1935 w miejscowości Koszałak, zm. 22 listopada 1983 w Ałmaty) – kazachski pisarz i poeta, autor słów do hymnu Kazachstanu.

## Wykształcenie i praca
W latach 1956–1959 studiował na wydziale instrumentów narodowych w Kazachskim Konserwatorium Państwowym w Ałmaty (ob. Kazachskie Konserwatorium Narodowe im. Kurmangazy). W latach 1971–1973 był uczniem Instytutu Literackiego im. Gorkiego.
W 1955 roku pracował w kopalni w Karagandzie. Następnie był redaktorem w wydawnictwie Żazuszy (1959–1965) i na krótko redaktorem kazachskiego pisma, znanego później jako Żas Ałasz. W latach 1966–1971 był doradcą przy Związku Pisarzy Kazachstanu, od 1974 do 1978 roku działał w krajowym komitecie ds. publikowania i wydawania książek, a w kolejnych latach życia pracował w wydawnictwie Mektep.

## Twórczość literacka
Jako poeta Näżymedenow tworzył w latach 50. i 60. XX wieku. Pierwszy tomik poezji Jegys ukazał się w 1961 roku. Jego wiersze były niejednokrotnie publikowane na łamach prasy krajowej. Jego twórczość doceniono w Kazachskiej SRR, za tomiki poezji Żok, umytuga bołmajdy! oraz Żaryk pen żyłu, otrzymał Nagrodę Leninowskiego Komsomołu Kazachskiej SRR. W latach 70. zajmował się pisaniem powieści (napisał trzy). Twórczość Żumekena Näżymedenowa przetłumaczono na kilka języków obcych.
Jest autorem tekstu do hymnu Kazachstanu. Menyng Kazakstanym został przez niego napisany na początku kariery w wieku 21 lat. W 1956 roku kompozytor Szämszy Kałdajakow stworzył pieśń Menyng Kazakstanym do słów wiersza Näżymedenowa. Pieśń uzyskała większy rozgłos dzięki kazachskiej artystce ludowej Żamał Omarowej. Na hymn niepodległego już Kazachstanu pieśń została zatwierdzona 10 stycznia 2006 roku przez prezydenta Nursułtana Nazarbajewa. Prezydent dokonał poprawek do oryginalnego tekstu Näżymedenowa i został dopisany jako współautor tekstu nowego hymnu (choć nie rościł on sobie praw do wyłącznego autorstwa).

## Upamiętnienie
Jedną z miejscowości w obwodzie atyrauskim nazwano jego imieniem. W Ałmaty znajduje się tabliczka pamiątkowa poświęcona osobie poety (znajduje się w jego dawnym miejscu zamieszkania). W grudniu 2015 roku podczas obchodów Dnia Niepodległości Kazachstanu, odsłonięto pomnik pisarza w mieście Atyrau. Wykonana z brązu rzeźba ma cztery metry wysokości, wliczając zaś cokół jej wysokość wynosi dziewięć metrów.